# Reggenza di Hulu Sungai Settentrionale
La reggenza di Hulu Sungai Settentrionale (in indonesiano: Kabupaten Hulu Sungai Utara) è una reggenza dell'Indonesia, situata nella provincia di Kalimantan Meridionale.